# Клиринг
Кли́ринг (англ. clearing — очистка) — безналичные расчёты между государствами, странами, компаниями, предприятиями, банками и так далее, за поставленные, проданные друг другу товары, ценные бумаги и оказанные услуги, осуществляемые путём взаимного зачёта, исходя из условий баланса платежей.

## Описание
Клиринг — процедура финансовых оборотов, в которой клиринговый субъект работает в качестве посредника и принимает на себя роль покупателя и продавца в данной транзакции с целью обеспечения заказов между двумя сторонами. Такая практика используется обычно в международном обороте между предприятиями. По-другому такие транзакции называют ещё компенсационными транзакциями.
Клиринг также используется в банковском деле как «очищение» взаимных обязательств, работая циклически. Для выполнения этих функций банки часто используют клиринговые центры. Таким образом клиринг выступает формой безналичных двусторонних или многосторонних расчётов в системе платежей.
Основой клиринга могут быть также торговые договоры, которые подписываются с целью уравновешивания стоимости в оборотах и определяющие количество и тип товаров, а также платёжные договоры, которые устанавливают условия выполнения расчётов между партнёрами. Оплата наличными может быть реализована только между двумя партнёрами. Она выравнивает балансовую разницу в конечном сальдо сторон, как двух- или многосторонних обязательств, которые являются следствием соглашений гражданско-правовых, публично-правовых, или соглашений смешанного характера.
Различают виды клиринга: банковский, между предприятиями, между государствами (двусторонний и многосторонний). Клиринговые учреждения по форме собственности делятся на частные и государственные.
В Российской Федерации клиринговое учреждение создаётся на основе любой формы собственности, предусмотренной законодательством Российской Федерации, и осуществляет свою деятельность на коммерческой основе.
Также клиринговое учреждение может осуществлять свою деятельность на некоммерческой основе в ряде случаев.

## Пример
Например, одна сторона поставляет другой хлопок по цене 250 долларов за тонну, а другая сторона поставляет первой автомобили по цене 5000 долларов за шт. Тогда при поставке одной стороной 400 т хлопка, а другой стороной — 20 автомобилей соблюдается баланс взаимных платежей и денежные расчёты становятся взаимно равными.

По сути, клиринг — это разновидность бартера, когда стороны сделки купли-продажи вместо денег получают за свои проданные товары и услуги другие необходимые им товары и услуги.

## Типы клиринга
- Банковский клиринг представляет собой систему межбанковских безналичных расчётов, осуществляемых через расчётные палаты и основанных на взаимном зачёте равных платежей друг другу.
- Валютный клиринг представляет порядок проведения международных расчётов между странами, основанный на взаимном зачёте платежей за товары и услуги, обладающие равной стоимостью, исчисленной в так называемой клиринговой валюте по согласованным ценам.
- Простой клиринг — определение обязательств каждого участника клиринга и расчёты по ценным бумагам и денежным средствам по каждой совершённой участником клиринга сделке клирингового пула.
- Многосторонний клиринг — определение обязательств каждого участника клиринга и расчёты по ценным бумагам и денежным средствам по всем совершённым участником клиринга сделкам клирингового пула.
- Товарный клиринг — безналичные расчёты между предприятиями за поставленные, проданные друг другу ценные бумаги или товары и оказанные услуги, осуществляемые путём взаимного зачёта, исходя из условий баланса платежей.

## Лицензирование
Клиринг — лицензируемый вид финансовой деятельности. Деятельность клиринговых компаний регулируется центральными банками соответствующих стран.
Клиринговая организация — юридическое лицо, имеющее право осуществлять клиринговую деятельность на основании лицензии на осуществление клиринговой деятельности.

## Неттинг
Неттинг — наиболее примитивная разновидность клиринга, при которой не используется центральный контрагент. Существует как двусторонний, так и многосторонний неттинг.
По результатам неттинга для каждого клиента определяется чистое сальдо — позиция (то есть остаток на величину денежных требований, если таковые превышали денежные обязательства и наоборот). Неттинг применяется в процентных свопах, сальдо составляет разницу между доходом, исчисленным как фиксированный процент от базовой суммы, и доходом, исчисленным как «плавающий» процент (ставка) от базы. Сальдо выплачивается той стороне, чей доход был бо́льшим.

## Клиринговые кредиты
Такие финансовые учреждения, как швейцарский WIR Bank и панамский Европен Стандард Банк (англ. European Standard Bank) дают возможность в рамках своих клиринговых платформ проводить клиринговые операции любым субъектам предпринимательской деятельности. Кроме того, у них есть возможность получить так называемый клиринговый кредит — это денежные средства, которые могут быть использованы исключительно во внутрибанковских клиринговых расчётах, практически заменяя на 100 % деньги государственных эмиссий. Такие кредиты предоставляются под низкие проценты (от 1 % до 7 % годовых) и иногда залогом могут служить купленные по клирингу активы, которых на момент кредитования может и не быть. От субъектов предпринимательской деятельности требуется пройти обучение при WIR Bank или European Standard Bank, чтобы обладать необходимыми знаниями и пониманием природы клиринговых расчётов. Как альтернатива обучению участникам клиринговых расчётов рекомендуется иметь должность Директора по развитию, владеющего техникой клиринговых расчётов и имеющего для этого необходимое образование. Клиринговое кредитование предусматривается законодательством отдельных государств и имеет синоним «технический кредит».

## Клиринг во времена финансовых кризисов
Во время финансовых кризисов клиринговые расчёты вышли за рамки своего традиционного использования в международном обороте как компенсационных транзакций, и начали использоваться как вспомогательное платёжное средство внутрибанковского расчёта между любыми субъектами предпринимательской деятельности, что позволило восполнить нехватку денег государственной эмиссии, возникающей во время финансовых кризисов везде в мире. Впервые нетрадиционное использование клиринговых расчётов было применено швейцарским WIR Bank в начале XX века на территории Швейцарии, а в международном масштабе — панамским финансовым учреждением European Standard Bank. Это дало возможность многим предприимчивым юридическим лицам преодолеть негативные последствия финансовых кризисов, а также существенно нарастить обороты и прибыль в то время, когда пренебрегающие этой возможностью юридические лица сокращали оборот и шли по пути банкротства.